# Аэропорт (фильм, 1970)
«Аэропорт» (англ. Airport) — триллер 1970 года, экранизация одноимённого романа Артура Хейли. Сборы в прокате превысили 100 миллионов долларов.
Десять номинаций на премию «Оскар», в том числе за лучший фильм года, одна победа за лучшую женскую роль второго плана (старушка-безбилетница в исполнении Хелен Хейз).
Экранизация стала началом серии фильмов (в которую входят ещё 3 фильма: «Аэропорт 1975», «Аэропорт 77» и «Аэропорт-79: „Конкорд“»), за которыми последовали фильмы-пародии «Аэроплан!» (1980) и «Аэроплан II: Продолжение» (1982).

## Сюжет
В прошлом эксперт в области взрывчатки, душевнобольной Д.О. Герреро, доведённый нищетой до отчаяния, с целью получения страховки в $ 300 000 планирует взорвать самолёт Boeing 707-320B авиакомпании Trans Global Airlines (TGA) борт N324F, следующий рейсом 002 «Golden Argosy» по маршруту Чикаго—Рим. Он прощается со своей ничего не подозревающей супругой Инес и отправляется в дорогу.
Параллельно развивается сюжетная линия простых работников международного аэропорта имени Линкольна, расположенного в пригороде Чикаго; в основном развиваются сюжетные линии главного менеджера Мела Бейкерсфелда и очень опытного пилота, командира экипажа Вернона Димиреста.
Бейкерсфелд настолько погружён в работу, что не замечает, как на его глазах разрушается его собственная семья — несовершеннолетние дочки практически не видят отца, а жена заводит роман на стороне и после очередной ссоры с мужем просит развода. Бейкерсфелд, в свою очередь, проявляет явную симпатию к своей помощнице Тане Ливингстон.
Вернон Димирест женат многолетним браком, но не любит свою жену. Вдали от дома он заводит романтические отношения со стюардессой Гвен Мейген, которая неожиданно признаётся, что беременна от него. Уже немолодой Димирест настаивает на аборте, не желая обременить себя таким грузом.
Рейс 002, наконец, вылетает из Чикаго и берёт курс на Рим. Димиресту по рации сообщают, что на борту находится, предположительно, террорист Д. О. Герреро и пожилая безбилетница Ада Квонсетт, незаметно для персонала пробравшаяся на борт самолёта. После неудачной попытки экипажа отнять у Герреро злополучный чемоданчик с бомбой тот запирается в туалете в хвосте лайнера и взрывает бомбу. В фюзеляже самолёта образовывается дыра. Гвен, пытавшаяся помешать Герреро, серьёзно ранена в результате взрыва, и у неё есть риск потерять ребёнка.
Самолёт разгерметизирован, и нужно срочно возвращаться в Чикаго. Однако проблема в том, что в аэропорту на взлётной полосе № 30 в снегу застрял другой Boeing 707 авиакомпании Aeroméxico и заблокировал единственную ВПП, на которую может безопасно приземлиться разгерметизированный рейс 002. Для ликвидации ЧП в свой единственный выходной в аэропорт вызван прожжённый механик Джо Патрони, в конце концов успешно освободивший застрявший самолёт из снежного плена, при этом едва не разрушив его перегревом двигателей.
«Боинг» без жертв приземляется на ВПП № 30 аэропорта «Lincoln International», пассажиры ликуют и благодарят Димиреста, спешащего с Гвен в госпиталь. Вдова Герреро со слезами на глазах просит прощения у пострадавших пассажиров. Бейкерсфелд с Таней начинают новый этап своей жизни.

## В ролях
- Берт Ланкастер — Мел Бейкерсфелд, главный менеджер аэропорта «Lincoln International»
- Дин Мартин — Вернон Димирест, командир экипажа, КВС-инструктор рейса 002
- Хелен Хейз — Ада Квонсетт, безбилетная пассажирка рейса 002
- Жаклин Биссет — Гвен Мейген, старшая стюардесса рейса 002, любовница Вернона Димиреста
- Джин Сиберг — Таня Ливингстон, агент по обслуживанию пассажиров авиакомпании Trans Global Airlines, любовница Мела Бейкерсфелда
- Джордж Кеннеди — Джо Патрони, авиамеханик
- Барри Нельсон — Энсон Харрис, командир экипажа рейса 002
- Ллойд Нолан — Гарри Стэндиш, таможенный инспектор аэропорта «Lincoln International»
- Ван Хефлин — Д. О. Герреро, пассажир-террорист рейса 002
- Морин Стэплтон — Инес Герреро, жена Д. О. Герреро
- Дана Винтер — Синди Бейкерсфелд, жена Мела Бейкерсфелда
- Барбара Хейл — Сара Димирест, жена Вернона Димиреста
- Гэри Коллинз — Сай Джордан, бортинженер рейса 002
- Вирджиния Грей — миссис Шульц, пассажирка рейса 002

В титрах не указаны
- Мерри Андерс — миссис Бёрт Болл
- Ник Крават — Ник Валли, пассажир самолёта
- Бенни Рубин — Сэм Ласки, пассажир потирающий лицо

Последняя кинороль Вана Хефлина (неудавшийся террорист Герреро), скоропостижно скончавшегося меньше чем через год после выхода картины на экраны.

## Самолёт, снявшийся в фильме

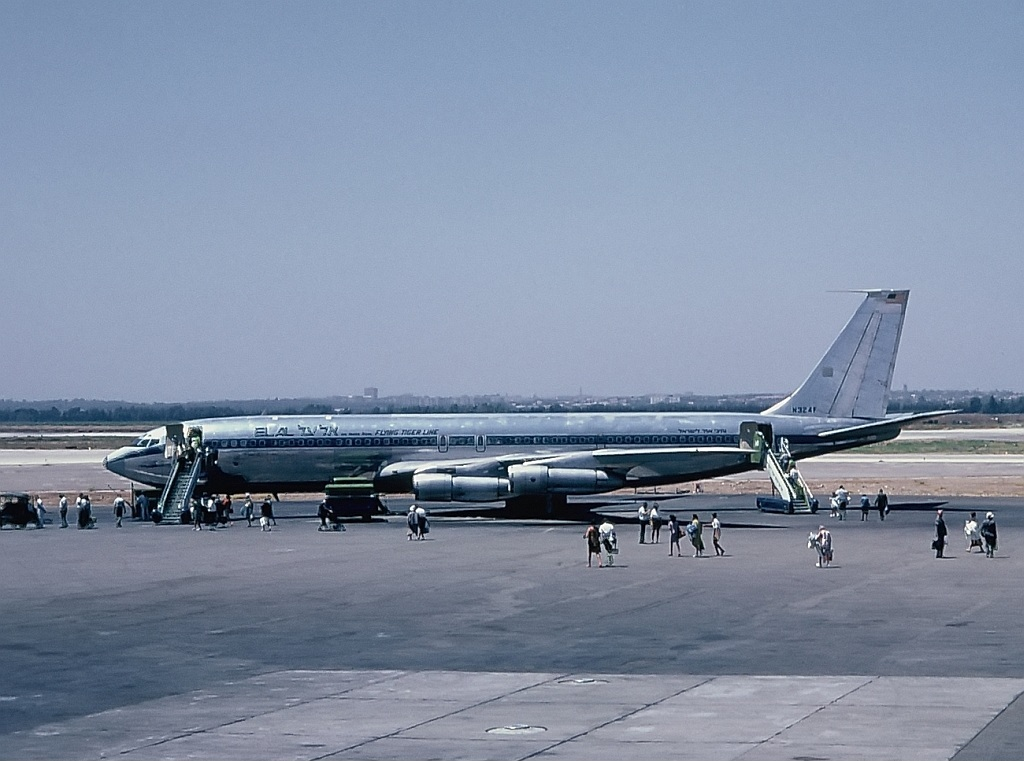
Boeing 707-349C, снявшийся в фильме (в период работы в Flying Tiger Line)

Boeing 707-349C (заводской номер 19354, серийный 503) был выпущен в 1966 году (первый полёт совершил 9 июня). В 1969 году снялся в фильме «Аэропорт».
Использовавшийся в фильме самолёт Боинг-707, регистрационный номер PT-TCS, разбился 21 марта 1989 года при заходе на посадку в аэропорту города Сан-Паулу.

## Критика
«Лёгкая и увлекательная мелодрама, снятая по мотивам известного романа Артура Хейли. Невозмутимый управляющий аэропортом во всём действует по правилам и не нарушает порядка, даже пытаясь посадить повреждённый самолёт. Хейз выделяется исполнением роли неисправимой безбилетницы» (Я. В. Кальменс).
Актёр Берт Ланкастер, узнав о выдвижении фильма на «Оскар» за лучший фильм года, крайне негативно отозвался о нём: «Без понятия, почему она была номинирована. Это самый крупный хлам из всех когда-либо сделанных».

## Награды и номинации

### Награды
- 1971. Премия «Оскар»
  - Лучшая женская роль второго плана — Хелен Хейз
- 1971. Премия «Золотой глобус»
  - Лучшая женская роль второго плана — Морин Стэплтон

### Номинации
- 1971. Премия «Оскар»
  - Лучший фильм — Росс Хантер
  - Лучшая женская роль второго плана — Морин Стэплтон
  - Лучшая операторская работа — Эрнест Лазло
  - Лучшие костюмы — Эдит Хэд
  - Лучший монтаж — Стюарт Гилмор
  - Лучшая оригинальная музыка — Альфред Ньюман
  - Лучший звук — Рональд Пирс, Дэвид Мориарти
  - Лучший адаптированный сценарий — Джордж Ситон
- 1971. Премия BAFTA
  - Лучшая женская роль второго плана — Морин Стэплтон
- 1971. Премия «Золотой глобус»
  - Лучший драматический фильм
  - Лучшая оригинальная музыка — Альфред Ньюман
  - Лучшая мужская роль второго плана — Джордж Кеннеди
- 1971. Премия «Грэмми»
  - Лучшая музыка к кинофильму — Альфред Ньюман